# 三田定則

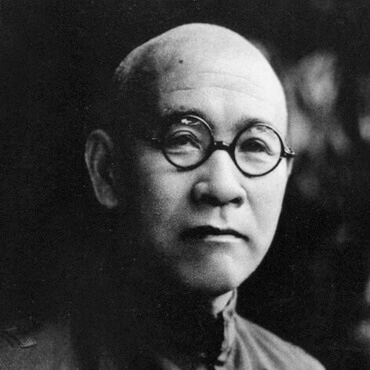
三田定則

三田定則（みた さだのり，1876年1月27日—1950年2月6日），日本岩手縣盛岡市出身之醫生，專長法醫鑑定、醫學血清研究。
三田定則於1901年畢業於東京帝國大學醫科大學，之後留校擔任教職，並成為助教。1909年，他前往德、法留學，研究法醫學。1914年回日獲博士學位後於1918年任東京帝國大學教授。
1932年，三田定則獲任命為帝国学士院会員。1934年自日本來臺出任臺北帝國大學醫學部創設準備委員，1937年之後則升任臺北帝國大學總長（校長），並於台灣奠定法醫及血清研究基礎。1941辭去臺北帝國大學總長。1943年獲台北帝國大學名譽教授。